# Hazelforce
La Hazelforce commandée par le général John Aizlewood est constituée des unités suivantes : 
- le Royal Wiltshire Yeomanry (Prince of Wales's Own) [régiment de hussards créé en 1794 et dissous en 1967],
- le 1er bataillon du 5e Régiment (auto transporté) de Gurkhas. Ces soldats proviennent du 5e Royal Gurkha Rifles (Frontier Force) [créé en 1858 et dissous en 1947] de la 17e Brigade indienne d’infanterie commandée de mai 1941 à mai 1942 par le général Douglas Gracey (1894-1964)[2] et du
- 13e Régiment auto blindé de Lanciers Indiens de la 21e Brigade indienne commandée de 1940 à 1942 par le général Charles J. Weld (1893-1962).

Pendant la brève campagne qui suit l'invasion anglo-soviétique de l'Iran le 25 août 1941, cette force d’intervention a pour objectif de couper la retraite des armées iraniennes après le débarquement des forces alliées à Abadan. 
Le Shah Reza Khan Pahlavi (1878-1944) abdique le 28 août pour son fils Mohammed Reza Pahlavi (1919-1980). Les hostilités cessent le 29 août 1941.

## Source
1. ↑  Au cœur de l’action clandestine. Des Commandos au MI6
2. ↑  Biographie sur le site du King's College de Londres; Liddell Hart Centre for Military Archives